# Giotto di Bondone

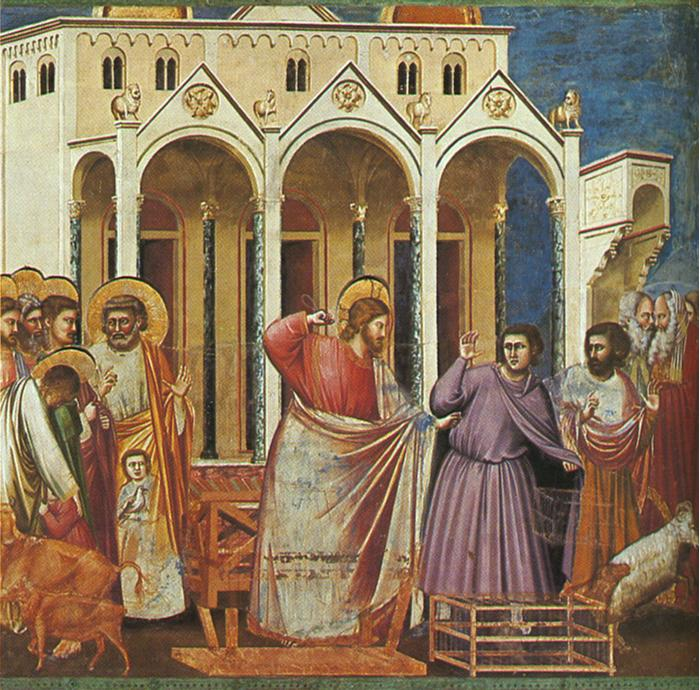
Fresko in der Cappella degli Scrovegni, Padua: Jesus vertreibt die Händler aus dem Tempel.

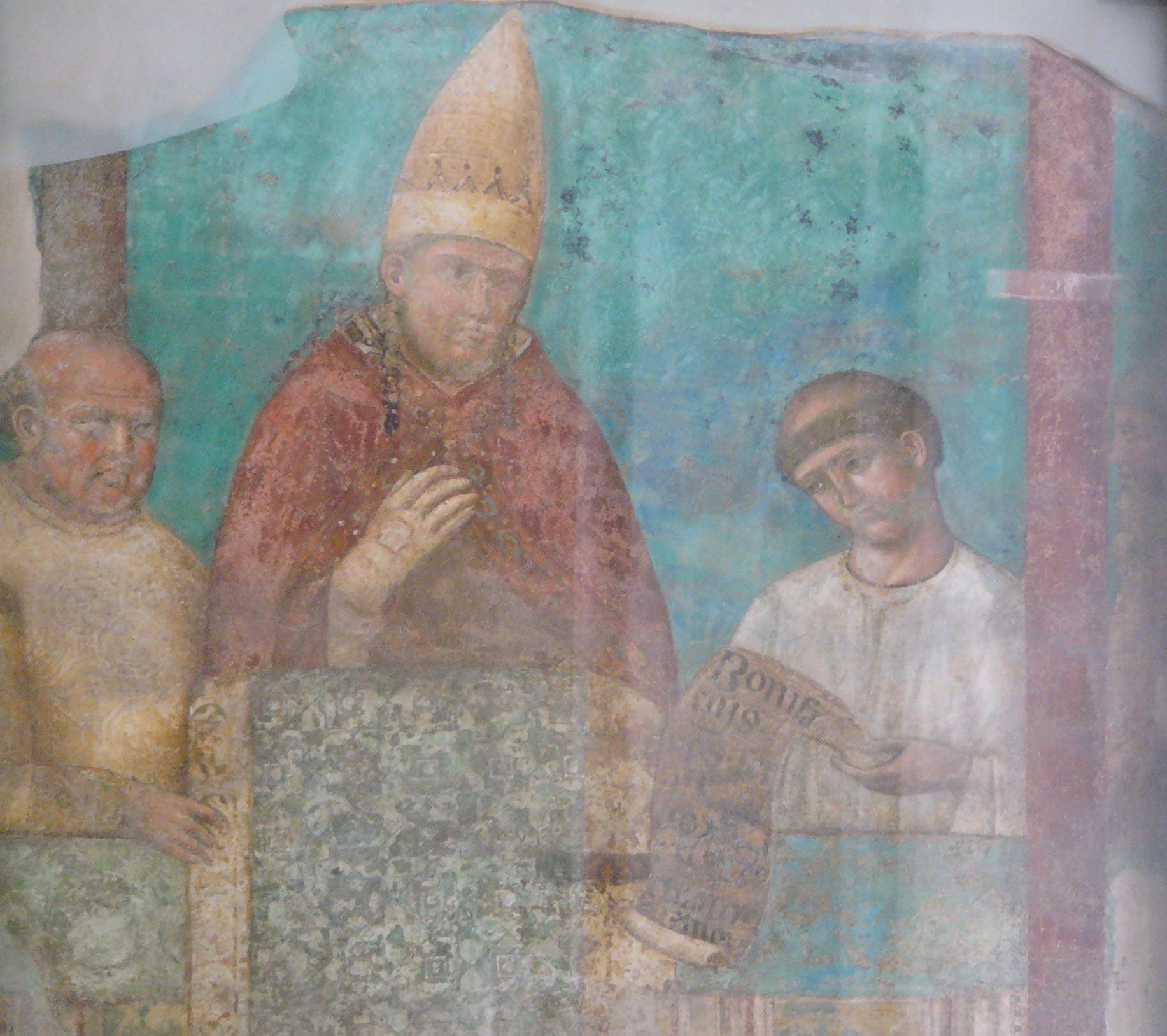
Fresko in der Lateranbasilika (Ausschnitt): Papst Bonifatius VIII. ruft 1300 das erste Heilige Jahr aus.

Giotto di Bondone (* 1267 oder 1276 in Vespignano bei Vicchio; † 8. Januar 1337 in Florenz) war ein in Florenz, Padua, Mailand, Rimini, Neapel und Rom aktiver Maler, Mosaizist und Architekt.

## Leben
Giotto war Sohn des Schmieds Bondone aus Florenz. Wahrscheinlich war Giotto sein tatsächlicher Name; allerdings könnte er auch eine Kurzform von Ambrogio (Ambrogiotto) oder Angelo (Angiolotto) sein.
In den um 1450 verfassten Commentarii (Künstlergeschichten) Lorenzo Ghibertis heißt es, Giotto sei in Vespignano im Mugello (in der Nähe von Florenz) aufgewachsen und von dem Maler Cimabue als Hirtenjunge beim Zeichnen seiner Schafe entdeckt worden; eine Darstellung, bei der es sich um einen literarischen Topos handelt, der erstmals im sogenannten Falso Boccaccio des späten 14. Jahrhunderts überliefert wurde. Die Anekdote wurde von Ghiberti und im Libro di Antonio Billi im frühen 16. Jahrhundert wiederholt und dann von Giorgio Vasari in seiner Vita Giottos übernommen (1550). Dokumentarisch gesicherte Nachrichten zur Ausbildung Giottos fehlen. 
Giotto erhielt Aufträge nicht nur aus Florenz. Angeblich holte ihn Papst Benedikt XI. 1303 nach Rom, wo er über zehn Jahre lang tätig war. In Neapel nahm ihn Robert von Anjou für seine Residenz Castel Nuovo in seine Dienste und es bestand eine lokale Überlieferung, Giotto wäre an der Ausschmückung der 1310 begonnenen und 1340 geweihten Basilika Santa Chiara beteiligt gewesen.

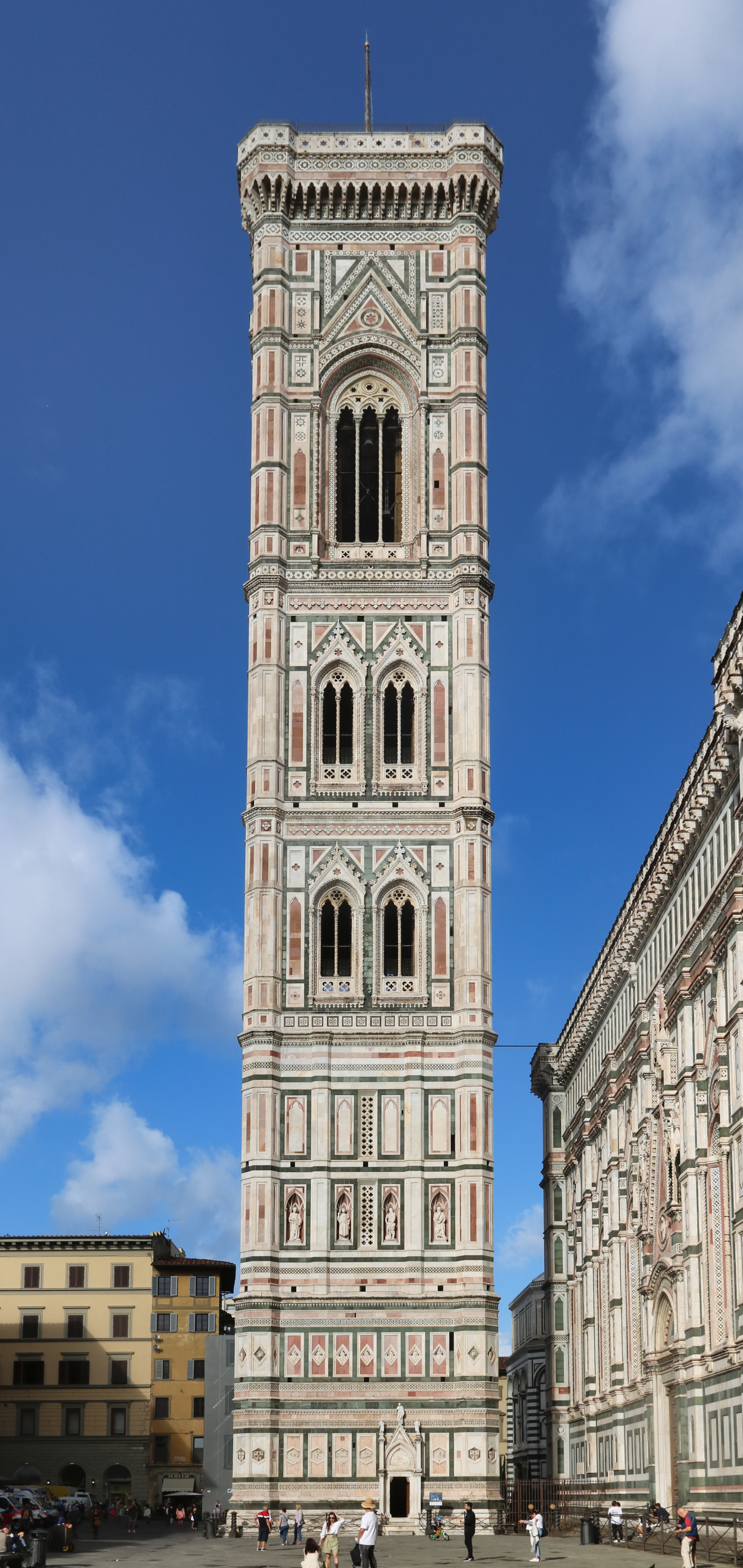
Campanile (Glockenturm) in Florenz

Nach 1320 kehrte er nach Florenz zurück, wo er in der Folge eine wirtschaftlich erfolgreiche Werkstatt unterhielt. 1334 wurde er zum leitenden Baumeister an die Bauhütte des Florentiner Doms berufen. In dieser Funktion kümmerte er sich um die Errichtung des Campaniles, der aber erst nach Giottos Tod fertiggestellt wurde.

## Leistung
Eine Künstleranekdote besagt über Giotto, dass dieser eines Tages auf ein Kunstwerk seines Meisters Cimabue eine kleine Fliege malte, die so täuschend echt aussah, dass Cimabue mehrmals versuchte, sie fortzuscheuchen, ehe er die Illusion erkannte. Cimabue soll daraufhin der Ansicht gewesen sein, dass Giotto ihn übertroffen habe. Die Fliege wurde zu einem Symbol künstlerischen Fortschritts.
Giottos gesamtes Werk behandelt religiöse Themen. Er gilt als „der eigentliche Begründer der italienischen Malerei“, speziell der toskanischen Freskomalerei. „Sowohl in der Technik (er bediente sich dabei der Feigenmilch und des Eigelbs) als auch in der Farbengebung trat er als Neuerer auf; er verlieh den Farben Helligkeit und Klarheit …“ (so Meyers Konversationslexikon von 1888). Als bedeutendste Aspekte seines Schaffens gelten jedoch die hohe Natürlichkeit und Lebhaftigkeit seiner Figuren, ebenso wie die Vorbereitung der Perspektive.
Damit überwand er die ikonographischen Normen der byzantinischen Malerei, die seit Generationen die Maler des Abendlandes beeinflusst hatte. Er leitete die Entwicklung ein, die schließlich zu dem für die nachgotische Kunst in Italien (Rinascimento) typischen Realismus führte. „Giotto nun war es, der sich auf das Gegenwärtige und Wirkliche hin ausrichtete… das Weltliche gewinnt Platz und Ausbreitung, wie denn auch Giotto im Sinne seiner Zeit dem Burlesken neben dem Pathetischen eine Stelle einräumte“ (Hegel).
Während für die herkömmliche Malerei zweidimensionale Figuren charakteristisch waren, die als Symbole vor einem mit Symbolen dekorierten flächigen Hintergrund angeordnet waren, stellte Giotto plastisch modellierte Individuen in einen perspektivischen Raum, die zueinander in Beziehung treten. Indem er seine Figuren mit Breite und Faltenwurf ausstattete (wie es die Plastiker bereits im Bamberger, Magdeburger und im Naumburger Dom getan hatten), verlieh er ihnen natürlich wirkendes Volumen und Gewicht. Dies lässt bereits die Kreuzigung in der Kirche Santa Maria Novella in Florenz – eine seiner frühen Arbeiten – deutlich erkennen. Laut Vasari war seine Darstellung des Hl. Franziskus in der Basilika San Francesco in Assisi (siehe Abb.) einigen Kritikern sogar zu natürlich (und damit zu weltlich) geraten.

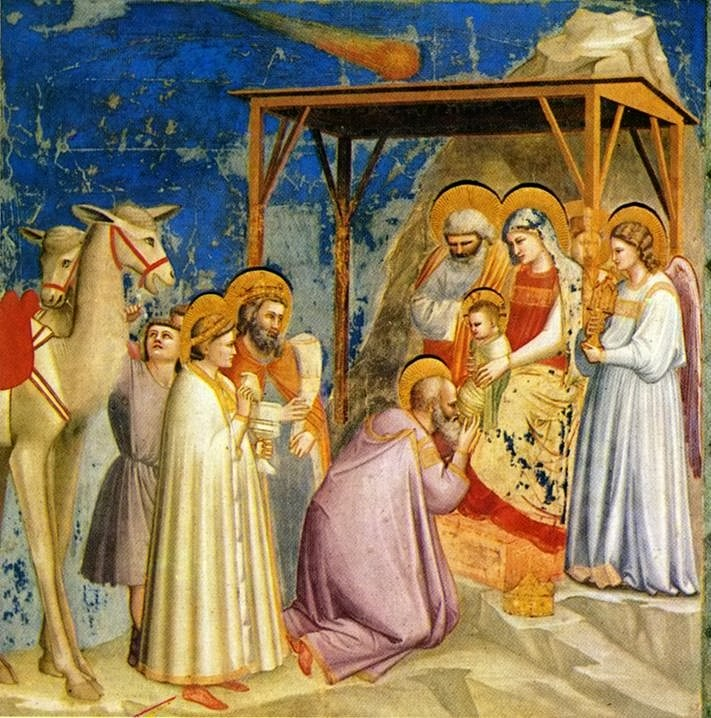
Anbetung der Heiligen Drei Könige, Cappella degli Scrovegni, Padua

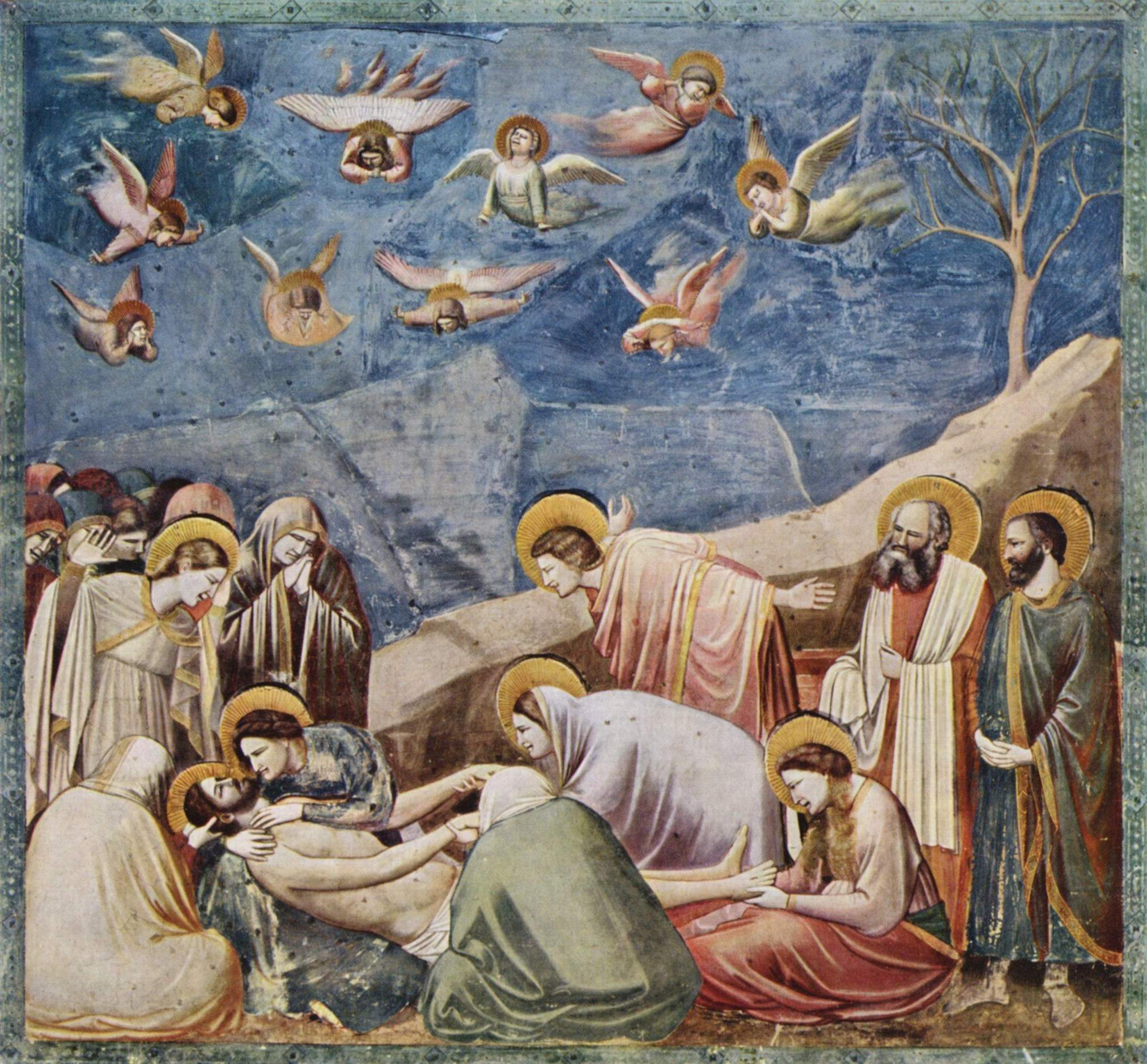
Beweinung Christi, Cappella degli Scrovegni

Giottos Hauptwerk (und am besten erhalten) ist wohl der große Freskenzyklus in der Cappella degli Scrovegni all’ Arena (Scrovegni-Kapelle) in Padua, der 39 Szenen aus dem Leben Mariä und dem Leben Jesu, insbesondere der Passionsgeschichte besteht, und von 1304 bis 1306 geschaffen wurde. Giotto malte dabei auch Elemente der Architektur, die dem Betrachter Nischen vortäuschen (Trompe-l’œil), in denen allegorische Figuren zu stehen scheinen. Masaccio und Michelangelo wurden direkt davon beeinflusst.
Eine berühmte Szene aus diesem Zyklus ist die Anbetung der Heiligen Drei Könige, in der ein kometenähnlicher Stern am Himmel schwebt (wahrscheinlich, neben dem Teppich von Bayeux, eine der frühesten Darstellungen des Halleyschen Kometen, der wenige Jahre vorher mit bloßem Auge zu sehen war).

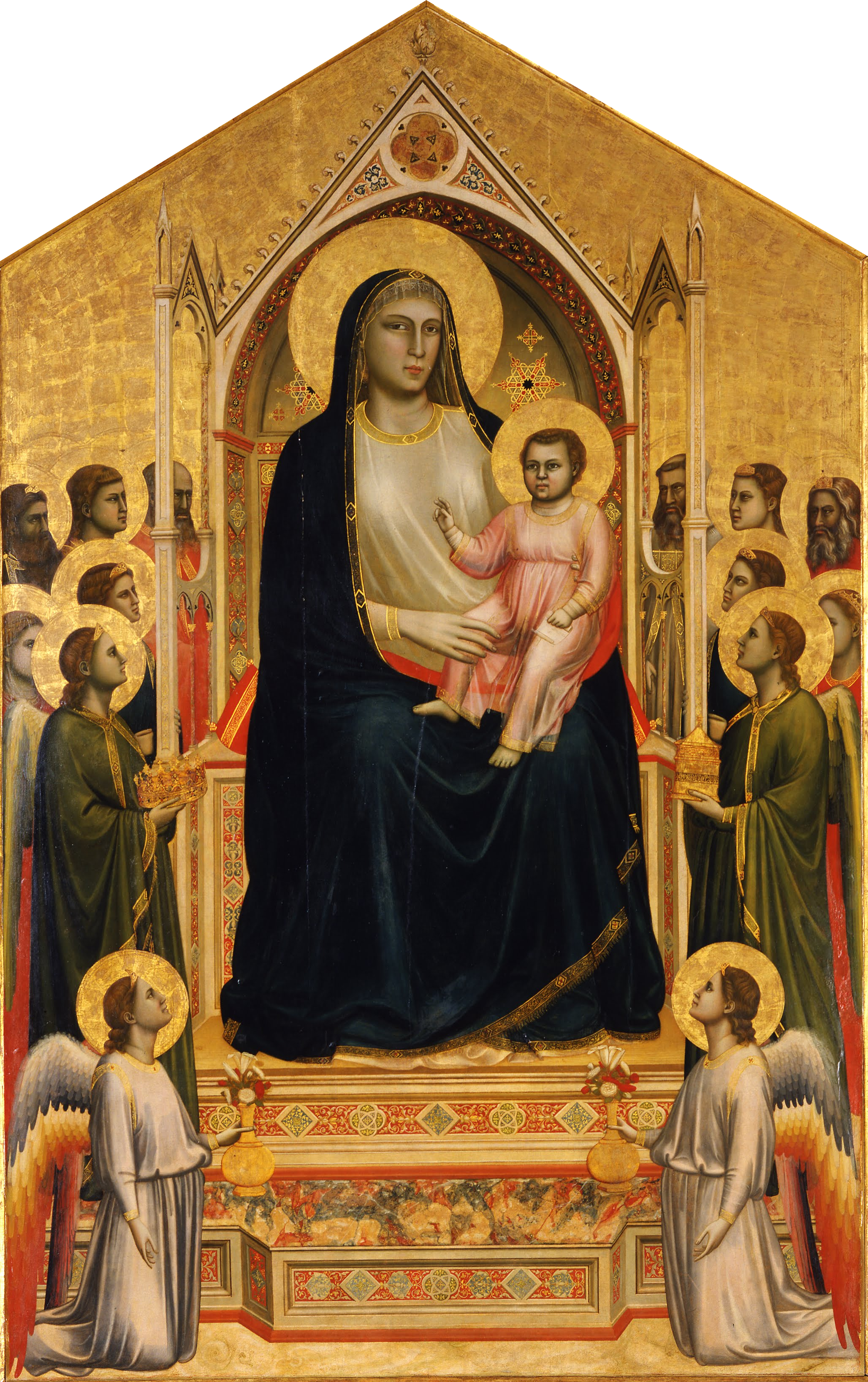
Ognissanti-Madonna, Uffizien

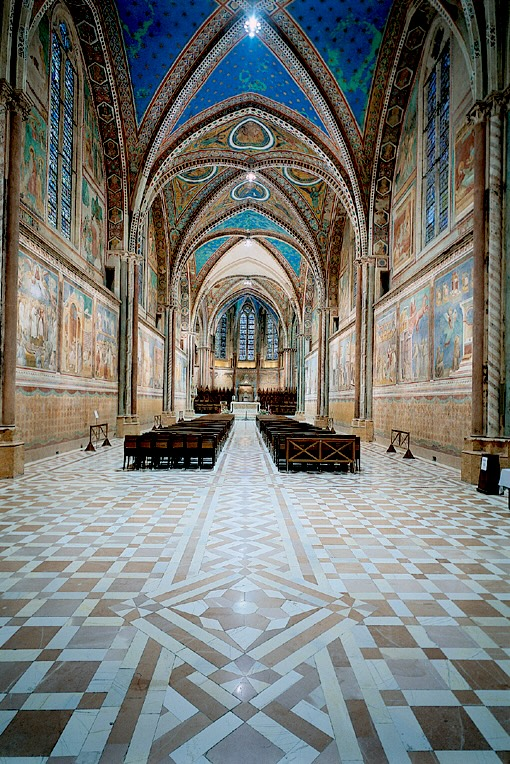
Basilika San Francesco, Oberkirche mit Giotto zugeschriebenen Fresken

Die Ognissanti-Madonna in den Uffizien (siehe Abb.) stammt gleichfalls aus dieser Periode und ist das einzige größere Tafelbild Giottos, das erhalten ist.
An seinem Zeitgenossen Duccio di Buoninsegna in Siena rühmt man das teilnehmend Menschliche, den individuellen Ausdruck. Giotto dagegen vermittelte den Betrachtern seiner Werke das Gefühl der Tastbarkeit und der Raumtiefe. Er war es folgerichtig auch, der sich mit der Zeit von dem traditionellen Gold-Hintergrund abwandte und den Himmel über der Landschaft blau malte. Er machte auch die ersten ernsthaften Versuche, perspektivische Verkürzung in Landschaften und Gebäudedarstellungen zu nutzen.
Die Leistung Giottos ist in seiner Zeit einzigartig; erst zwei Generationen später konnten Künstler der Frührenaissance wie Andrea Orcagna, Altichiero da Zevio oder Masaccio an die von ihm angestoßene Entwicklung anknüpfen.
Bei manchen Werken ist es immer noch umstritten, ob sie Giotto zugeschrieben werden können; dies gilt zum Beispiel für die Franziskuslegende in Assisi. Einige Werke werden mittlerweile überwiegend als Arbeiten aus der Werkstatt Giottos angesehen.
Nach einer der vielen Legenden, die sich um Giotto ranken, hat er einem Abgesandten des Papstes, der eine Arbeitsprobe haben wollte, nichts anderes gezeigt als einen aus der freien Hand gezeichneten Kreis, den man mit dem Zirkel nicht besser hätte anfertigen können („Giottos O“).

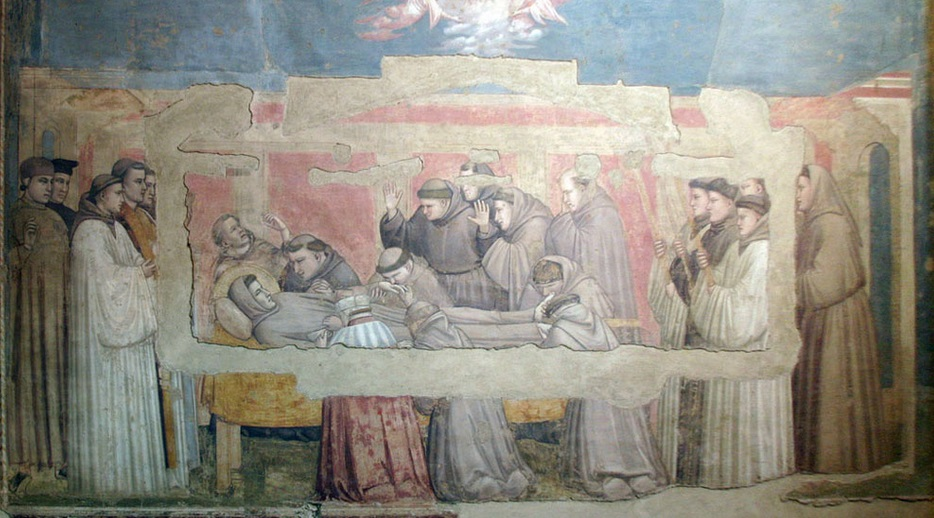
Der Tod des hl. Franziskus, Bardi-Kapelle

## Werke
- Navicella, zerstörter Mosaikzyklus im Atrium des alten Petersdoms in Rom (1298)
- Tafelkreuz in Santa Maria Novella in Florenz (um 1300)
- Freskenzyklus in der Cappella degli Scrovegni in Padua (s. Der Traum des Joachim) (um 1305)
- Die Grablegung Mariae, Tafelbild (um 1310), Gemäldegalerie der Staatlichen Museen Berlin
- Freskenzyklus in der Basilika San Francesco in Assisi (umstritten)
- Fresken in der Peruzzi- und Bardi-Kapelle (um 1320) der Basilica Santa Croce in Florenz
- Entwurf zum Campanile des Florentiner Doms

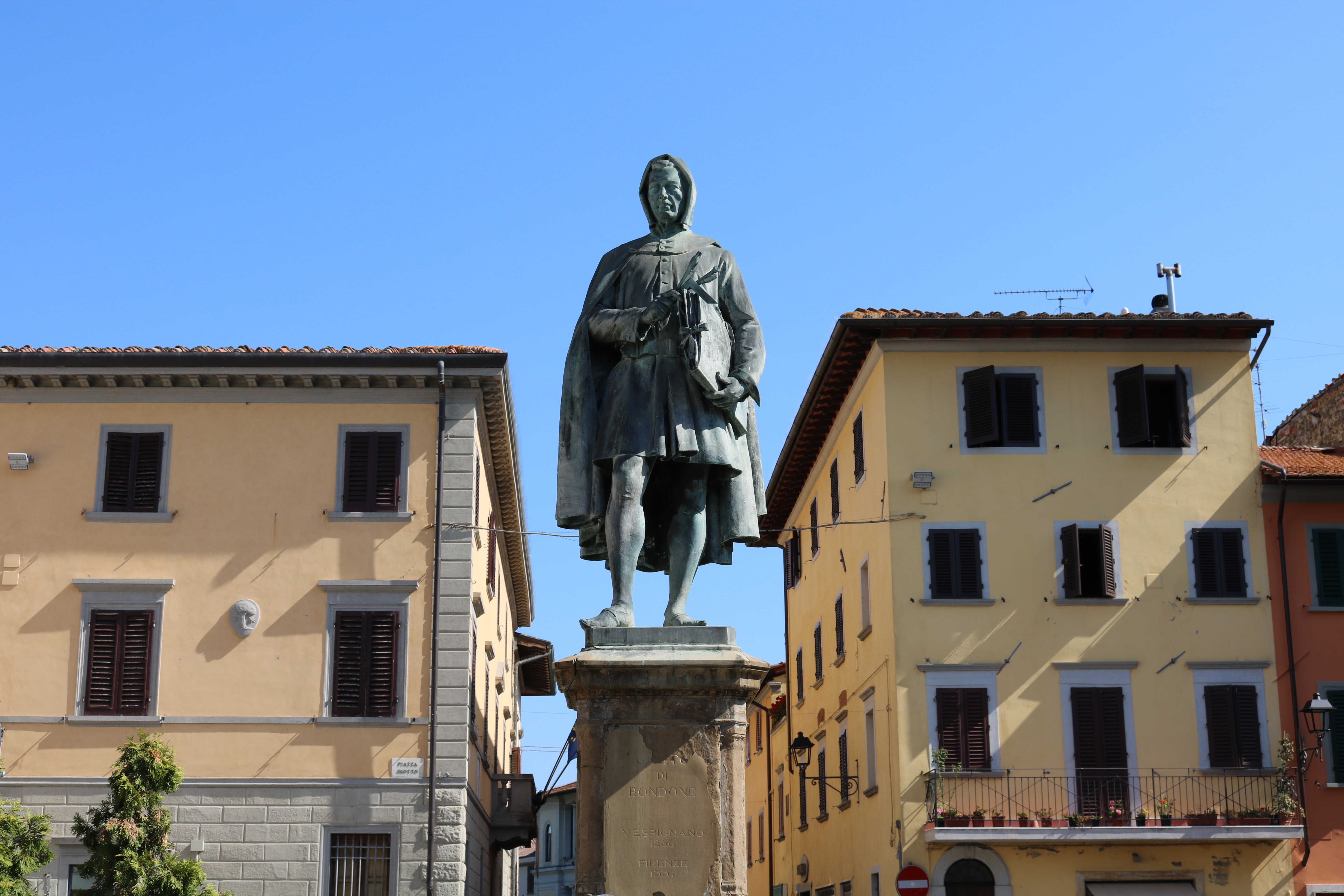
Denkmal für Giotto in Vicchio

## Rezeption
Im 14. Jahrhundert brachte die Giotto-Schule eine große Anzahl von Malern hervor, die seinen Stil nachahmten. 
Giotto wurde von Boccaccio im Decamerone (6. Tag, 5. Geschichte) und von Dante Alighieri in der Göttlichen Komödie erwähnt. Dante behauptet erstmals, Giotto habe Cimabue übertroffen (Purgatorium, 11.94–95, 1321). Der Dichter Petrarca besaß eine Tafel mit einer Darstellung der Jungfrau mit Kind von Giotto und schrieb, jeder Kunstkenner müsse von ihr hingerissen sein. Der Maler Cennino Cennini bewunderte ihn zu Beginn des 15. Jahrhunderts in seiner Schrift über die Malerei (Libro dell'Arte) als Überwinder der maniera greca und pries seine technischen Fertigkeiten. Auch Michelangelo hat Arbeiten Giottos studiert, wie eine Zeichnung von Figuren aus dem Fresko mit der Himmelfahrt des heiligen Johannes in Santa Croce in Florenz zeigt.
Zu Ehren Giottos wurde unter anderem die Raumsonde Giotto nach ihm benannt, sowie der Asteroid (7367) Giotto. Ebenso trägt eine Konfekt-Spezialität seinen Namen.